# Filadélfia (Bahia)
Filadélfia est une municipalité brésilienne de l'État de Bahia et la microrégion de Senhor do Bonfim.